# Jacques Bossis
Jacques Bossis (Jonzac, 22 de desembre de 1952) va ser un ciclista francès, que fou professional entre 1976 i 1985. Durant la seva carrera esportiva destaquen dues victòries del GP Ouest France-Plouay (1976, 1977). El 1978 va portar el mallot groc del Tour de França durant una etapa.
Va ser company d'equip de ciclistes de renom de l'època, tals com Bernard Hinault, Hennie Kuiper, Jean-René Bernaudeau, Gilbert Duclos-Lassalle i Pascal Simon.
El 1988, a Saujon, es va crear una cursa cicloturista d'uns 150 km que duu el seu nom, la Jacques Bossis.

## Palmarès
- 1973
  - 1r a la Bordeus-Saintes
- 1974
  - Vencedor d'una etapa del Tour Nivernais Morvan
- 1975
  - Vencedor d'una etapa del Circuit de La Sarthe
- 1976
  - 1r al GP Ouest France-Plouay
  - 1r a la Route Nivernaise
- 1977
  - 1r al GP Ouest France-Plouay
- 1978
  - 1r al Circuit de l'Indre
  - 1r a la Cholet-Pays de Loire
  - 1r al Gran Premi de Mauléon-Moulins
- 1980
  - 1r al Gran Premi de Fourmies
- 1981
  - 1r al Tour du Haut-Var

### Resultats al Tour de França
- 1977. Abandona (17a etapa)
- 1978. 62è de la classificació general. 1r de la Classificació dels esprints intermedis. Porta el mallot groc durant 1 etapa
- 1979. 60è de la classificació general
- 1980. 59è de la classificació general
- 1981. 63è de la classificació general
- 1983. 62è de la classificació general
- 1984. 102è de la classificació general